# 格兰杰 (怀俄明州)
格兰杰（英語：Granger），是美国怀俄明州甘霖县（Sweetwater）下属的一座城市。该市的人口在2000年为146人，2010年有139，2011年则估计有140人。